# Zahnabach
Der Zahnabach (verkürzt die Zahna, früher auch Zahnische Bache genannt) ist ein Fließgewässer nördlich der Lutherstadt Wittenberg, im östlichen Sachsen-Anhalt, in Deutschland.

## Geographie
Die Zahna liegt im sachsen-anhaltischen Landkreis Wittenberg, nahe der Grenze zu Brandenburg. Sie bildet die natürliche Grenze zwischen dem südlichen Wittenberger Vorfläming und dem nördlichen Hohen Fläming. Die Quelle liegt zwischen den Ortschaften Jahmo und Grabo östlich des Michelsberges. Der Bach fließt an dem Dorf Köpnick vorbei und tritt nach Unterquerung der Bundesstraße 2 in das Naturschutzgebiet Friedenthaler Grund ein. Vorbei an Wüstemark, mündet der aus dem nördlich gelegenen Rahnsdorf kommende Drehningsbach in das Gewässer. Im Anschluss erfolgt ein abrupter Richtungswechsel von meist östlicher hin zu vorherrschend südlicher Flussrichtung. Danach durchquert sie die gleichnamige Ortschaft Zahna, bei der auch der von Westen kommende Oßnitzbach hinzuströmt, welcher nahe Woltersdorf entspringt. Südlich leitet der Küchenholzgraben bei ausreichender Führung Wasser von der Zahna in östliche Richtung. Der Bachverlauf führt anschließend an der Külsoer Mühle und westlich an Dietrichsdorf vorbei.
Vor der Ortschaft Mühlanger zweigt sich das Gewässer an einer künstlich geschaffenen Bifurkation auf, die den Hauptlauf orographisch rechts des früheren, natürlichen Verlaufs durch einen etwa 150 m langen Stich in das Bett des früheren Greybachs hinüberleitet. Das frühere, natürliche Bett der Zahna diente nach dieser Änderung in kleinerer Durchflussmenge noch der Bewässerung des Mühlgrabens und liegt ab dessen früherem Abzweig bis zur ehemaligen Mündung bei Gallin heute trocken. Obwohl die Bezeichnung des noch bewässerten Abschnitts dieses Altbetts folglich in Mühlgraben überging, ist der ehemalige Abzweig oder Beginn des ursprünglichen Mühlgrabens in seiner deutlichen Richtungsänderung südlich des Umspannwerks Mühlanger heute noch erkennbar.
Südwestlich der Unterquerung der Bundesstraße 187 in Mühlanger nimmt die Zahna in ihrem heutigen Verlauf den Mühlgraben wieder auf und quert anschließend als ein Feuchtelieferant die Elbwiesen zwischen den Ortsteilen Prühlitz und Hohndorf, bevor sie in die Hohndorfer Rinne entwässert, einem Altarm der Elbe.
Ab der Unterquerung der Kreisstraße 2014 zwischen Zahna und Rahnsdorf bis zu ihrer Mündung ist die Zahna auf einer Länge von 16 km ein Gewässer 1. Ordnung („Gewässer mit erheblicher Bedeutung für die Wasserwirtschaft“).

## Natur
Das Einzugsgebiet der Zahna ist durch flachwelligen bis hügeligen Charakter geprägt und weist vor allem für den Fläming typische forst- und landwirtschaftliche Nutzflächen auf. Entlang des Bachverlaufs lassen sich von Bruchwald bis Ackerfläche unterschiedliche Biotope finden. Der Oberlauf grenzt außerdem an die Kropstädter Heide mit ausgedehnten Kiefernforsten. Mit dem Friedenthaler Grund findet sich zudem ein Naturschutzgebiet von der B2 bis Wüstemark als Teil des Landschaftsschutzgebietes „Wittenberger Vorfläming und Zahnabachtal“. 

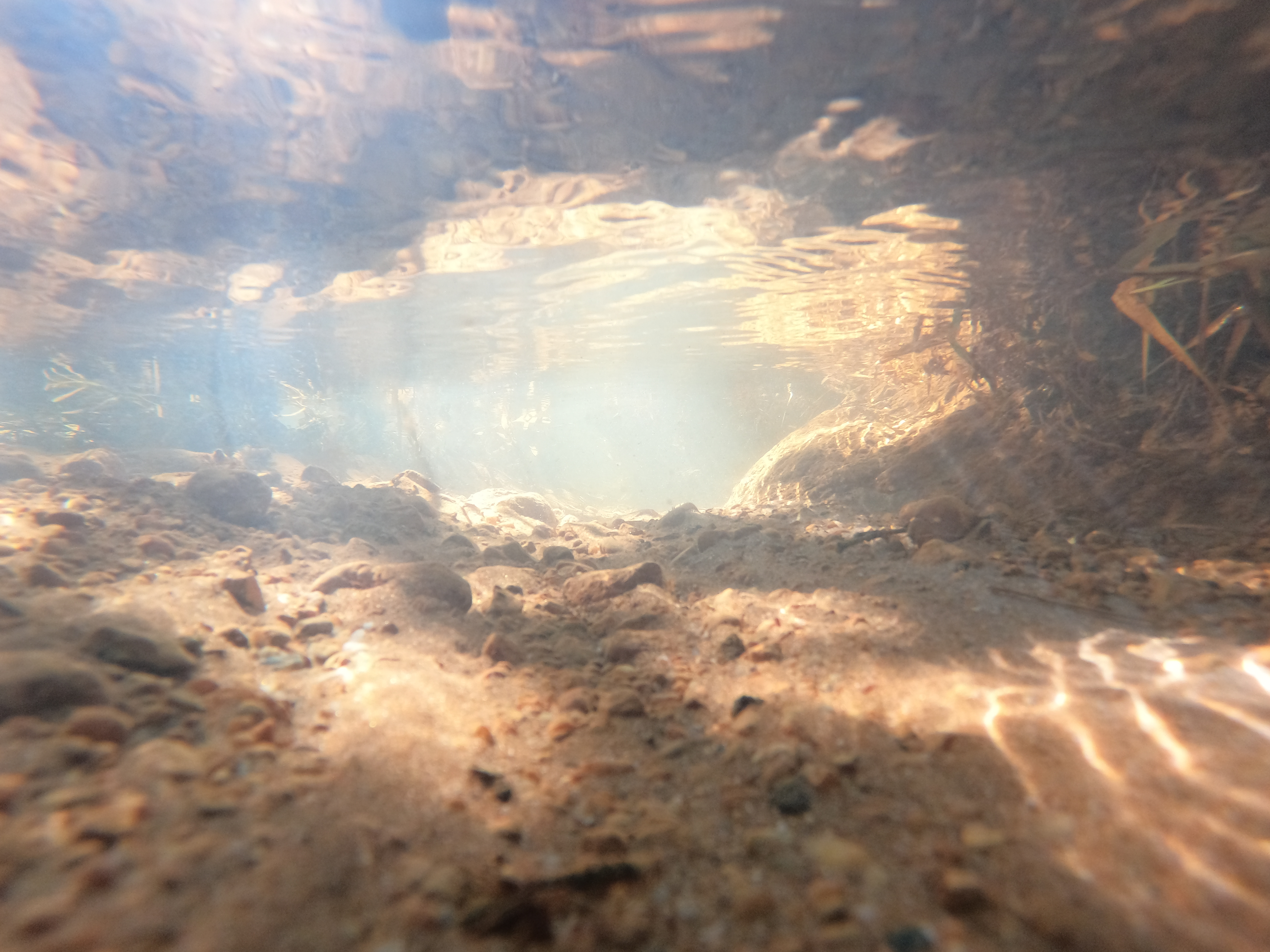
Unterwasseraufnahme des Bachbettes der Zahna bei Wüstemark

### Flora
Bereits am Oberlauf des Baches bei Jahmo stockt im „Grundlosen Grund“ ein sumpfiger Erlenwald, aufgestaut durch eingewanderte Biber.
Der Friedenthaler Grund weist feuchte Staudenfluren mit Scharfem Hahnenfuß, Kuckucks-Lichtnelke, Sumpf-Schafgarbe, Echtem Mädesüß, Sumpf-Storchschnabel und Wasser-Schwertlilie auf. Ein nahe Wüstemark befindliches Biberstaugewässer beherbergt eine große Zahl an Schilfröhricht mit Binsenfluren am Ufer.
An Wasserpflanzen lassen sich unter anderem Igelkolben, Wasserpest, Kleinlaichkräuter, Alpenlaichkraut und Wasserfeder finden.

### Fauna
1977 siedelten sich zum ersten Mal aus der Elbaue stammende Biber in der Zahna an, die den damals durch Abwassereinleitung stark verschmutzten Unterlauf südlich Zahnas überwinden konnten. Damit waren sie die erste Biberpopulation der Region Wittenberg, die einen Flämingbach besiedelten. Sie legten an der zahnaer Fischermühle nahe der Bahnstrecke einen kleinen Stausee an. Aus dieser Gründerpopulation stammen weitere Vorkommen bei Köpnick, Friedenthal, Jahmo und Külso.
Zu den Fischen und Rundmäulern des Gewässers zählen Dreistachliger Stichling, Neunstachliger Stichling, Gründling, Bachschmerle und Bachneunauge. Zusammen mit den Fließgewässern des Mittel- und Unterharzes sowie der Dübener Heide bilden die Bäche des Flämings (neben der Zahna z. B. auch Fauler Bach, Wörpener Bach, Rischebach, Olbitzbach) Verbreitungsschwerpunkte des Bachneunauges in Sachsen-Anhalt.
Im Bereich des Friedenthaler Grundes wurden unter anderem Moorfrosch, Erdkröte, Teich- und Grasfrosch nachgewiesen.

Außerdem leben die Larven von Stein-, Köcher-, Eintagsfliegen sowie von Libellen in der Zahna. 

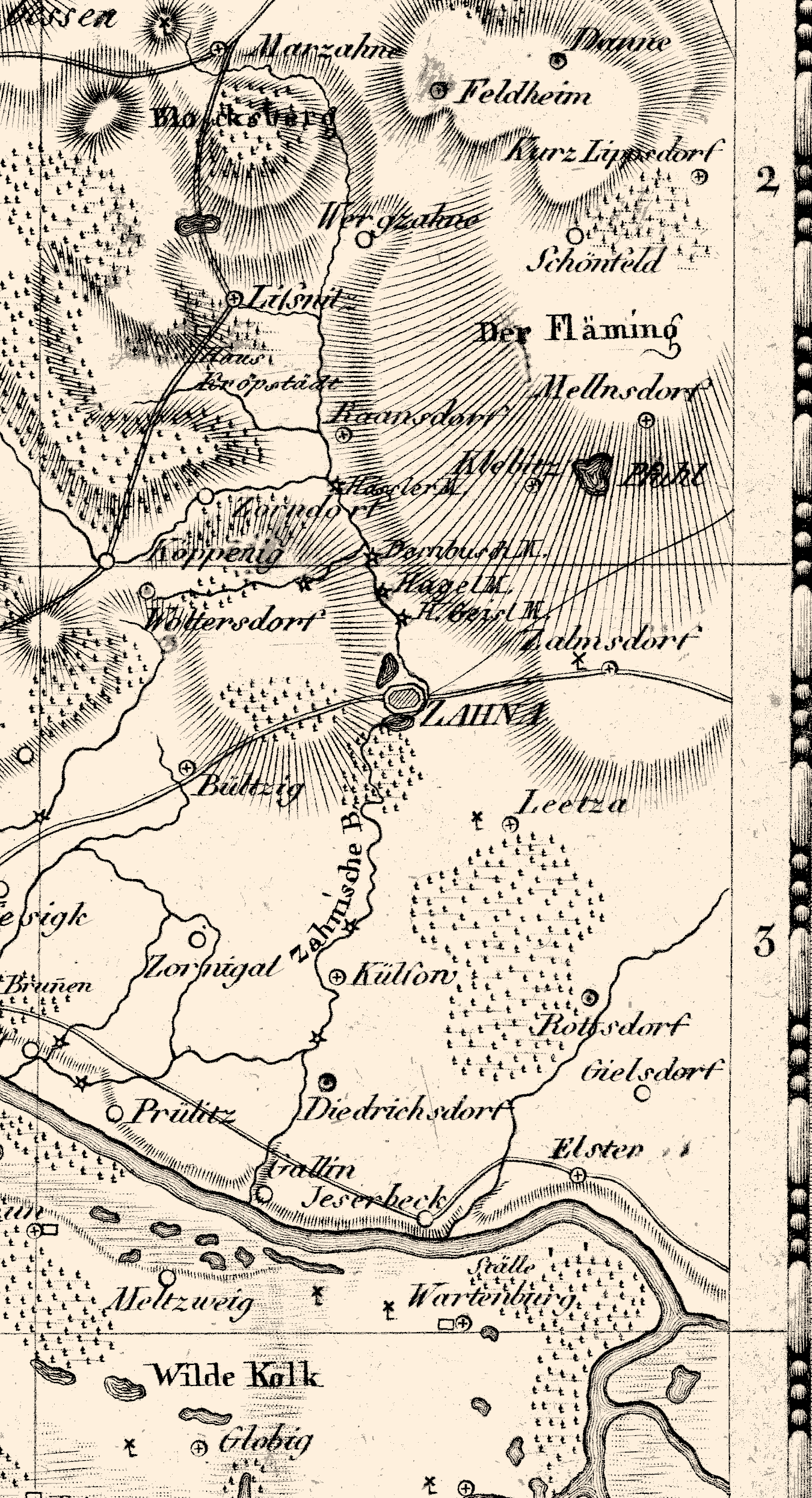
Kupferstichkarte von 1812, erkennbar sind die zahlreichen Mühlen, der alte Name, sowie der ursprüngliche Unterlauf

## Geschichte
Der Strom der Zahna trieb in der Vergangenheit zahlreiche Mühlen an. So fanden sich am Verlauf des Baches 15 vorwiegend Mahl- und Sägemühlen, z. B. in Jahmo, Köpenick, Friedenthal und Zahna. Hervorzuheben ist dabei die schon vor 600 Jahren erwähnte Külsoer Mühle, die heute als Gasthof genutzt wird.
Vor dem Bau der Bifurkation nördlich von Mühlanger mündete das Gewässer bei Gallin in die Elbe. Heute erinnert noch eine Reihe alter Bäume an diesen ehemaligen Teil seines Unterlaufs.
Im Stadtgebiet von Zahna wird das Bachbett eingeengt, weshalb es zu Überschwemmungen, gerade nach starken Niederschlägen und Schneeschmelze, kam. Gut dokumentiert waren diese sogenannten „Greye“ aus den 1940er Jahren, in denen das Hochwasser 1,60 m am Hospital zum Heiligen Geist erreichte.

## Trivia
Einer lokalen Sage nach lebte in einem ehemaligen Moor im Bachbett der Zahna nahe Jahmo das Jahmoer Moormännchen. Dieser zufolge könne es sowohl gute als auch böse Taten vollbringen, je nachdem ob man es durch eine Gabe beschwichtigen konnte.
Teilweise nehmen Heimatforscher für den nördlich zufließenden Drehningsbach an, dass er vor etwa 130 bis 200 Jahren noch die Bezeichnung Zahna trug, während der über Wüstemark führende Oberlauf damals Zernitzbach genannt wurde. Ausschlaggebend für diesen Namenswechsel soll die Kartierung durch preußische Generalstäbler gewesen sein, die das Hydronym Zahna an den an dieser Stelle wasserreicheren Zufluss vergaben, also den von Wüstemark führenden Lauf. Bevor Wüstemark nach längerer Siedlungsunterbrechung aufgebaut wurde, lag an gleicher Stelle Zernitzdorf als Vorwerk Kropstädts.
Das Wasser im Wappen der Ortschaft Zahna symbolisiert den durchfließenden Zahnabach.